# Яркенд
Уезд Ярке́нд (уйг. يەكەن ناھىيىسى / Йәкән наһийиси‎) или уезд Шачэ (кит. упр. 莎车县, пиньинь Shāchē xiàn) — оазис и уезд в Синьцзян-Уйгурском автономном районе Китая, к юго-востоку от Кашгара и к северо-западу от Хотана, на высоте 1189 м над уровнем моря. Берёт название от реки Яркенд.

## Экономика
Яркендский оазис расположен в пустыне Такла-Макан, у её западной границы, занимает площадь в 3210 кв. км. и отличается плодородностью почвы. Помимо злаков, здесь выращивают хлопчатник, шелковицу, коноплю, бобовые и различные фруктовые деревья. Развиты коневодство, овцеводство, верблюдоводство. Яркенд издревле известен своими тканями.

## Население
Среди населения преобладают мусульмане-уйгуры, много китайцев, встречаются также индийцы и таджики.

## История
Старый город (современный посёлок Шачэ) состоит из нескольких обнесённых стенами кварталов. Возник в незапамятные времена как место привала караванов, следовавших по Великому шёлковому пути. В китайских источниках известен со II века до н. э.
В Хань шу назван Шачэ (莎車) — «2339 семей, 16 373 человека, 3 049 воинов. Китайское посольство: 8 чиновников и 4 переводчика. В соседней железной горе (Мирчжай-таг) добывают ляпис-лазурь». При империи Хань, во время правления императора Сюань-ди, после смерти в 65 году до н. э. бездетного яркендского князя, знать прочила на его место принца Ваньняня (萬年), любимца покойного князя и ставленника китайцев. Вскоре Ваньнянь казнил некоторых из знати и был убит братом бывшего князя Хутучжи (呼屠徵). Проезжавший мимо китайский эмиссар в Давани Пин Фэнши успел собрать войска соседних княжеств и убить Хутучжи до того как тот смог укрепиться. Князем поставили одного из родственников убитого.
Во времена Ван Мана престол Яркенда занял князь Янь (延), воспитанный при китайском дворе. Ван Ман отказался подчиниться власти хунну. В 25 году его сын Кан (康) остановил хуннские войска и спас семью бывшего наместника Сиюя, и других ханьцев, всего 1000 человек. В 29 году он был назначен главнокомандующим Сиюя и формальным главой 55 владений. В 33 году на престол Яркенда вступил князь Сянь (贤), брат Кана, который покорил соседние княжества и на короткое время стал гегемоном Сиюя. Сянь хотел стать ханьским наместником Сиюя, но несмотря на благоволение императора, другие губернаторы воспрепятствовали этому. В 45 году Сянь сам провозгласил себя наместником и шаньюем. Соседние княжества сильно страдали от его диктатуры и просили императора назначить наместником другого. В 46 году Сянь разбил шаншаньского князя Аня и убил 1000 человек. Зимой яркендцы захватили Кучу. После этого Шаньшань и Турфан, убив яркендских наместников, снова вступили в союз с хунну. Аннексия Даюани не удалась из-за вмешательства кангюйцев, хотя Даюань осталась данницей Яркенда. 
В 60 году война с восставшим Хотаном стоила яркендцам 10 000 убитых. Хотанский военачальник Сюмоба (休莫霸) разбил Сяня и совместно с хуннами осадил его в Яркенде. В 61 году хотанский князь Гуандэ обманом выманил Сяня на переговоры. Договорившись с местной знатью, он захватил Сяня и в следующем году убил его. Пять хуннских князей с 30 000 войска не замедлили напасть на Хотан и принудили его покориться. Князем Яркенда стал брат хотанского князя Чжили (徵立)
В 86 году Яркенд покорился ханьским войскам Бань Чао, как следствие уступив торговое первенство соседним оазисам Кашгар и Каргалык. В 502 - 550 годах Яркендом владели гунны.
Возродился Яркенд во времена империи Тан (618 — 907).
С IX по X век город принадлежал каганам енисейских кыргызов. В XIII веке Яркенд был покорён монголами, его называли жемчужиной в улусе Чагатая. В конце XVI века оазис, раздираемый междоусобными войнами, признал верховенство правителей Кашгарии. 
В 1714 году русский царь Пётр I издал указ «О завладении городом Еркетом и о искании золотого песку по реке Дарье». В 1715 году в Тобольске была сформирована экспедиционная команда численностью до 3 тыс. чел. Начальником экспедиции был назначен подполковник Иван Дмитриевич Бухгольц. Экспедиция завершилась неудачей в связи с вооружённым сопротивлением джунгар, не пустивших экспедицию на свои земли.
В середине XVIII века, после того, как Джунгарское ханство было уничтожено, Яркенд вошёл в состав Цинской империи.
В 1860-х годах Якуб-бек (1820—1877), покоривший Хотан, Аксу и Кашгар, сделал Яркенд своей столицей. В 1870—1873 годах здесь функционировало посольство Великобритании.
После образования в 1883 году провинции Синьцзян на этих землях была образована Непосредственно управляемая область Шачэ (莎车直隶州). В 1902 году область была поднята в статусе до Управы Шачэ (莎车府), подчинённой Кашгарскому региону (喀什噶尔道); управе при этом, помимо собственно оазиса, подчинялись ещё пограничный комиссариат, одна область и два уезда.
После Синьхайской революции в 1912 году управа была расформирована, а на землях, подчинявшихся непосредственно управе, был создан уезд Шачэ. В 1929 году он был разделён на уезды Шачэ и Яркенд, но в 1943 году эти уезды были объединены вновь. В том же году был образован Специальный полицейский район Шачэ (莎车督察专区), в состав которого вошли уезды Шачэ, Цзэпу, Ечэн и Майгайти.
После образования КНР в 1949 году уезд Шачэ вошёл в состав Специального района Шачэ (莎车专区), состоявшего из четырёх уездов. В 1956 году Специальный район Шачэ был расформирован, а входившие в него земли были переданы в состав Специального района Кашгар (喀什专区), преобразованного в 1971 году в округ Кашгар.

## Административное деление
Уезд Шачэ делится на 1 уличный комитет, 8 посёлков и 21 волость.

## Интересные факты
В 1926 году Яркенд посетил русский художник, мистик и учёный-востоковед Н. К. Рёрих со своей семьей в рамках путешествия, предпринятого по Востоку, что нашло отражение в его дневниках и иных текстах, описывающих это путешествие.
Также он создал полотно «Развалины китайской крепости», посвящённое Яркенду.